# Swingate (Kent)
Swingate – wieś w Anglii, w hrabstwie Kent, w dystrykcie Dover. Leży 24 km na południowy wschód od miasta Canterbury i 111 km na wschód od centrum Londynu.